# Rudebox
Rudebox – siódmy album studyjny Robbie’ego Williamsa, wydany 23 października 2006 roku przez wytwórnię płytową Chrysalis Records. Pierwszym singlem promującym płytę został utwór „Rudebox”.
Album dotarł do 1. miejsca w zestawieniu UK Albums Chart.

## Lista utworów
Opracowano na podstawie materiału źródłowego.
1. „Rudebox” – 4:45
2. „Viva Life on Mars” – 4:50
3. „Lovelight” – 4:02
4. „Bongo Bong and Je Ne T'Aime Plus” – 4:48
5. „She's Madonna” – 4:16
6. „Keep On” – 4:18
7. „Good Doctor” – 3:16
8. „The Actor” – 4:06
9. „Never Touch That Switch” – 2:46
10. „Louise” – 4:46
11. „We're the Pet Shop Boys” – 4:56
12. „Burslem Normals” – 3:50
13. „Kiss Me” – 3:16
14. „The 80's” – 4:17
15. „The 90's” – 5:33
16. „Summertime” – 5:40
17. „Dickhead” (utwór dodatkowy) – 4:12